# Mats Jönsson
Mats Rickard Jönsson, född 24 juli 1953 i Trelleborg, död 19 februari 2007 i Vantörs församling i Stockholm, var en svensk serieskapare och redaktör.
Mats Jönsson debuterade som serieskapare 1980 i Svenska Serier med serien Himmelska Hansson. Han blev sedan redaktör för Svenska Serier från tidningens omstart 1987 samt Fantomen 1987–1990. I början av 2000-talet skrev han några avsnitt av Fantomen och 1998–2002 var han huvudförfattare på serien Tybalt. Övriga serier han jobbat med är Fordringsägare (med manus av Claes Reimerthi), Ödeshandsken (under pseudonymen Cheval) och Xerxes Gul som skulle ha publicerats i Seriemagasinet, men tidningen hann läggas ner innan dess. Han har också målat ett omslag åt Fantomen, nummer 7/1987.